# Porzana
A Porzana a madarak osztályának darualakúak (Gruiformes) rendjébe és a guvatfélék (Rallidae) családjába tartozó nem.

## Rendszerezés
A nembe korábban 17 fajt soroltak, de ezek többségét más nemekbe helyezték át, így jelenleg csak az alábbi 3 faj tartozik ide:
- pettyes vízicsibe (Porzana porzana)
- folyólakó vízicsibe (Porzana fluminea)
- álarcos vízicsibe más néven karolin-vízicsibe (Porzana carolina)

Áthelyezve a Zaporina nembe, 11 faj :
- fahéjszínű vízicsibe (Zapornia fusca) vagy (Porzana fusca) más néven (Corethrura fusca)
- mandarin vízicsibe (Zapornia  paykullii) vagy (Porzana paykullii) más néven (Corethrura paykullii)
- törpevízicsibe (Zapornia pusilla) vagy (Porzana pusilla)
- Szent Ilona-szigeti vízicsibe (Zapornia astrictocarpus) vagy (Porzana astrictocarpus) – kihalt
- kis vízicsibe (Zapornia parva) vagy (Porzana parva)
- déltengeri vízicsibe (Zapornia tabuensis) vagy (Porzana tabuensis) más néven (Limnocorax tabuensis)
- kosrae-szigeti vízicsibe (Zapornia monasa) vagy (Porzana monasa) – kihalt
- Miller-vízicsibe (Zapornia nigra) vagy (Porzana nigra) – kihalt
- henderson-szigeti vízicsibe (Zapornia atra) vagy (Porzana atra) más néven (Limnocorax atra)
- hawaii vízicsibe (Zapornia sandwichensis) vagy (Porzana sandwichensis) más néven (Corethrura sandwichensis)– kihalt
- Laysan-vízicsibe (Zapornia palmeri) vagy (Porzana palmeri) – kihalt

Áthelyezve a Laterallus nembe, 2 faj
- sárgamellű törpeguvat vagy sárgamellű vízicsibe (Laterallus flaviventer), korábban (Porzana flaviventer)
- foltos vízicsibe (Laterallus spiloptera) (Porzana spiloptera)

Áthelyezve a Mustelirallus nembe, 1 faj
- szürketorkú guvat (Mustelirallus albicollis), korábban (Porzana albicollis)